# Jorge Torrez
Jorge Torrez (Zion, 18 agosto 1988) è un criminale statunitense.

## Biografia
Jorge Torrez nacque il 18 agosto 1988 a Zion, nell'Illinois. Nel maggio del 2005, durante la festa della mamma, stuprò e uccise Laura Hobbs, di otto anni, e Krystal Tobias di nove. Le due ragazze uscirono per giocare insieme in bicicletta, senza però fare ritorno a casa. Il giorno seguente, dopo alcune ricerche nella nottata, Jerry, il padre di Laura, trovò i due corpi nella riserva forestale di Beulah Park. Entrambe le ragazze avevano subito 31 coltellate al collo e al viso, ed avevamo i bulbi oculari rimossi dalle orbite.
Dopo la scoperta, le autorità scoprirono che Jerry Hobbs era un ex detenuto che si era trasferito in città nell'estate del 2005 dal Texas, nel tentativo di riconciliarsi con la sua ragazza e i figli, dopo che inseguì un corteggiatore dell'amata con una motosega. Le indagini delle forze dell'ordine della contea di Lake si mostrarono sbagliate, infatti portarono all'arresto di cinque uomini innocenti, tra cui Jerry. Le prove del DNA che vennero effettuate e che scagionavano gli arrestati, furono ignorate da Michael Waller, l'allora procuratore della contea.  A quel tempo, il sedicenne Jorge viveva nel quartiere e conosceva le ragazze, poiché era amico del fratellastro maggiore di Krystal. Senza mai essere accusato o indagato, Torrez si diplomò al liceo di Zion nel 2006.

### Crimini della Virginia
Poco dopo il duplice omicidio Torrez si unì al corpo dei Marines nel febbraio del 2006 per eludere i sospetti. Venne stanziato due anni a Okinawa, in Giappone, per poi essere trasferito a nord della Virginia, precisamente nella Joint Base Myer–Henderson Hall. Nel 2009, però, stuprò e strangolato Amanda Jean Snell, una marine di 20 anni specializzata nell'intelligence. Dopo averla uccisa la mise nell'armadio dell'alloggio della ragazza. L'NCIS indagò sull'omicidio, senza ottenere un risultato.
Nel febbraio 2010, Jorge seguì e tentò di rapire due donne nel nord della Virginia mentre tornavano a casa un sabato sera. Dopo averle raggiunte, le legò con dei cavi elettrici nel loro appartamento di Ballston, prima di portare una delle vittime al suo SUV: lì la violentò sessualmente, la soffocò tenendole la bocca coperta con del nastro adesivo e la lasciò nella neve vicino a un'autostrada nella contea di Prince William, pensando fosse morta. Quando la ragazza venne ritrovata viva dalla polizia, fornì una descrizione del SUV, un Dodge Durango: questo caso portò all'arresto di Torrez.

### Processi e reclusione
Jorge venne arrestato nella notte tra il 27 e il 28 febbraio 2010 dalla polizia mentre stava uscendo dalla base. Dopo il suo arresto, Jorge venne incarcerato insieme al detenuto Osama El-Atari, un ex ristoratore di 37 anni incarcerato per aver frodato diverse banche creando un danno di 53 milioni di dollari. Durante la prigionia il marine si vantava di aver ucciso Amanda Snell, ma in cambio di uno sconto di pena, El-Atari accettò di effettuare un'intercettazione: da queste conversazioni, dove Jorge non mostrò nessun rimorso, si è direttamente implicato in tutti e tre gli omicidi.
Nel suo processo, avvenuto nel 2014 con una giuria federale, Torrez è stato condannato a morte per l'omicidio di Snell, oltre a ricevere cinque ergastoli più 168 anni di carcere a livello statale per gli altri suoi crimini. A quel tempo, fu la prima persona a ricevere una pena di morte federale dal 2007.
Il suo avvocato difensore, Jed Stone, ha tentato di respingere le prove del DNA, risultato positivo dopo che il suo sperma venne trovato nella stanza di Amanda, come "al di sotto degli standard e deboli", sottolineando inoltre che la testimonianza di El-Atari dovrebbe essere scartata, poiché è stato trovato assassinato durante una rapina non correlata nel Maryland a febbraio. Stone ha anche notato che l'infanzia violenta di Jorge è stata un fattore che ha contribuito alle sue inclinazioni omicide. Torrez, fu nuovamente processato per l'omicidio delle due ragazze nello stesso anno. Dopo le trattative con i pubblici ministeri, Stone, si è assicurato una dichiarazione di colpevolezza dal suo cliente, in cambio di 100 anni di reclusione e un trasferimento dalla prigione statale di Red Onion, definita come "una struttura malvagia e razzista".
Alla sua condanna, il giudice presidente Daniel Shanes ha detto ad Avila-Torrez che era un serial killer, e se ha anche solo una scintilla di bontà, è così fuori dalla sua portata che è irraggiungibile. Attualmente, Jorge Avila-Torrez è detenuto nell'U.S.P. Terre Haute, in attesa di esecuzione.